# Бестужевская улица
Бесту́жевская улица — улица в Калининском и Красногвардейском районах Санкт-Петербурга. Юридически проходит от Ладожской железнодорожной линии до Екатерининского проспекта.

## История

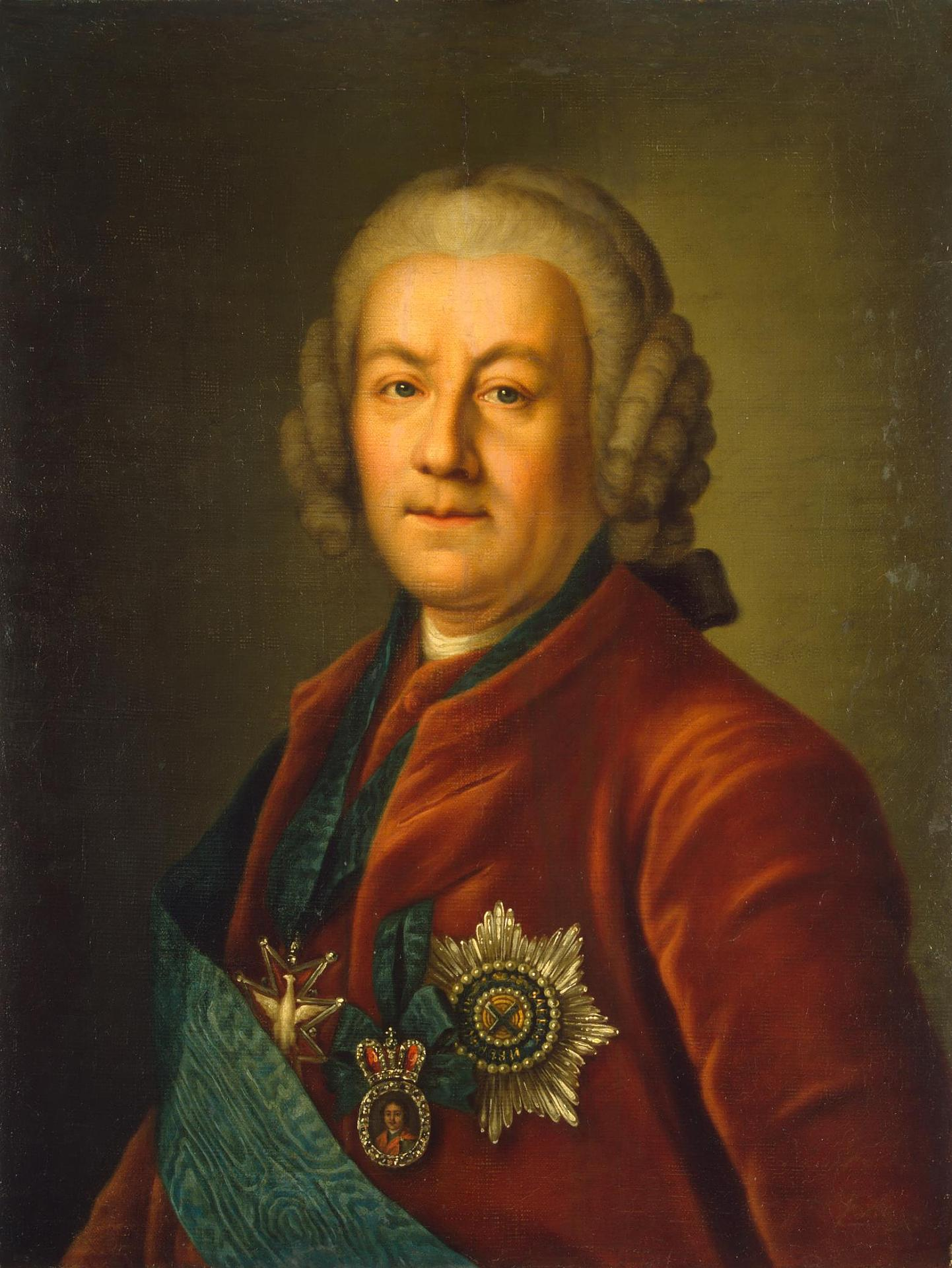
Портрет А. П. Бестужева из запасников Эрмитажа

Бестужевская улица была названа в 1912 году в честь главы русской дипломатии графа Алексея Петровича Бестужева, который владел Каменным островом и землями в районе Старой Деревни.
Первоначально улица была короткой — всего несколько сотен метров, и шла на восток от проспекта Императора Петра Великого (Пискарёвского) до несуществующей ныне Салтыковской улицы, где далее располагалась отведённая под психиатрическую больницу территория. Больница так и не была построена. С 12 ноября 1962 года Бестужевская улица протянулась от Лабораторного до Екатерининского проспекта, присоединив к себе ещё две улицы — Лесную и Воскресенскую.
23 ноября 2016 года проектную трассу начального участка Бестужевской улицы продлили до Ладожской железнодорожной линии.
10 марта 2025 года правительство Петербурга утвердило проект планировки нового участка Бестужевской улицы от Лабораторного проспекта до Кушелевской дороги с проездом под Кушелевским путепроводом.

## Пересечения
- Богословская улица
- Лабораторный проспект
- Кондратьевский проспект
- Замшина улица
- Пискарёвский проспект
- Екатерининский проспект

## Транспорт
Ближайшие к Бестужевской улице станции метро — «Площадь Мужества» и «Лесная» 1-й (Кировско-Выборгской) линии.
По улице проходят автобусные маршруты № 102, 106, 123, 136, 137, 176, 183, 222, 237, 264, 271.
Пересекая эту улицу, по Пискарёвскому проспекту от площади Бехтерева следуют троллейбусы маршрута № 16, по Кондратьевскому проспекту от станции метро «Лесная» троллейбусы маршрута № 18 и от станции метро «Площадь Ленина» — троллейбусы маршрута № 38.

## Объекты
- Богословское кладбище
- Пионерский парк
- Парк имени Академика Сахарова

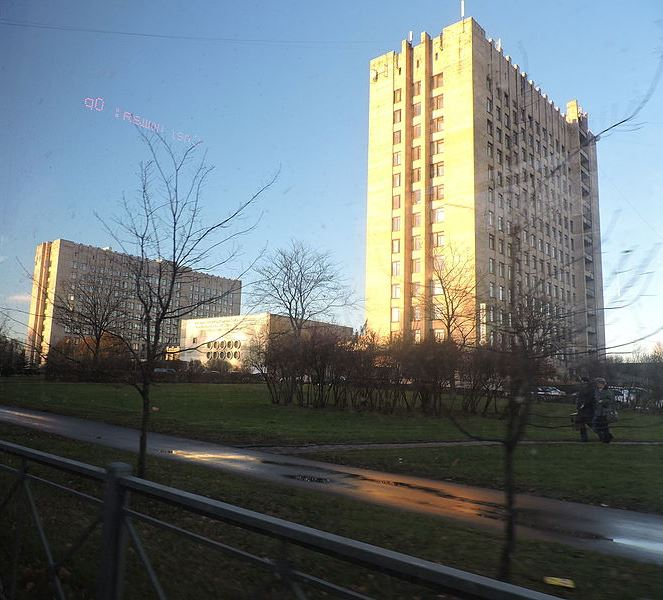
Научно-практический центр медико-социальной экспертизы

- Противотуберкулёзный диспансер № 5
- Санкт-Петербургский научно-практический центр медико-социальной экспертизы, протезирования и реабилитации инвалидов им. Г. А. Альбрехта — дом 50